# Eublemma topi
Eublemma topi is een vlinder van de familie van de spinneruilen (Erebidae). De wetenschappelijke naam van deze soort is voor het eerst voorgesteld door Michael Fibiger en Hermann Hacker in een publicatie uit 2006.
De soort komt voor in Jemen, Ethiopië, Tanzania.